# Южные дельта-Аквариды
Южные дельта-Аквариды (англ. Southern Delta Aquariids) — метеорный поток, наблюдаемый ежегодно с середины июля до середины августа; пик активности приходится на 28 или 29 июля. Данный поток образовался при разрушении объекта, из которого образовались современные кометы Марсдена (англ. Marsden) и Крахта (англ. Kracht).
Метеорный поток получил название δ-Аквариды, поскольку радиант расположен в созвездии Водолея (англ. Aquarius), вблизи  Дельты Водолея. Данный поток состоит из двух частей, Южных и Северных δ-Акварид. Южные δ-Аквариды являются сильным потоком, наблюдается в среднем 15—20 метеоров в час, зенитное часовое число равно 18. Средние координаты радианта равны RA = 339°, DEC = −17°. Северные δ-Аквариды являются более слабым потоком, пик активности приходится на середину августа, в среднем в час наблюдается 10 метеоров, средние координаты радианта равны RA = 340°, DEC = −2°.

## История
Записи наблюдений δ-Акварид (тогда еще не идентифицированных) были сделаны в 1870 году Г.Л. Тапманом (англ. G.L. Tupman), указавшим 65 метеоров, наблюдаемых с 27 июля по 6 августа. Начальные и конечные точки расположения радианта: RA=340°, DEC=−14°; RA=333°, DEC=−16°. Роналд А. Макинтош (англ. Ronald A. McIntosh) построил путь смещения радианта на основе большего количества наблюдений, проведённых с 1926 по 1933 годы, и определил, что начальное расположение радианта имеет координаты RA=334.9°, DEC=−19.2°, конечная точка имеет координаты RA=352.4°, DEC=−11.8°.
Куно Хофмейстер  и группа учёных из Германии первыми записали характеристики радианта потока Северных δ-Акварид при наблюдении за потоком в 1938 году. Канадский исследователь Д.В.Р. Маккинли (англ. D.W.R. McKinley) наблюдал оба потока δ-Акварид, но не ассоциировал их друг с другом. Астроном Мэри Элмонд (англ. Mary Almond) в 1952 году определила скорости и орбиту δ-Акварид; в своей статье она указала, что наблюдается широкое множество орбит, вероятно, созданное протяжённым потоком. Данные выводы были подтверждены в 1952—1954 годах Гарвардским проектом изучения метеоров (англ. Harvard Meteor Project) при фотографических наблюдениях орбит. В рамках проекта было получено первое свидетельство того, что на эволюцию потока оказывает влияние Юпитер.

## Наблюдения
δ-Аквариды лучше всего наблюдать в предрассветные часы вдали от городской засветки. Наблюдатели в Южном полушарии имеют преимущество при наблюдениях, поскольку радиант располагается высоко в небе в период пика активности. 